# Rhysogaster orientalis
Rhysogaster orientalis är en tvåvingeart som först beskrevs av Frey 1926.  Rhysogaster orientalis ingår i släktet Rhysogaster och familjen kulflugor.
Artens utbredningsområde är Filippinerna. Inga underarter finns listade i Catalogue of Life.